# Televizní producent
Televizní producent je osoba dohlížející na jeden či více aspektů televizního pořadu. Někteří producenti mají spíše vedoucí roli, v rámci které vymýšlí nové pořady a navrhují je televizním společnostem. V případě jejich přijetí ze strany televize se poté zaměřují na obchodní záležitosti, jako jsou rozpočet a smlouvy. Jiní producenti jsou více zaměřeni na každodenní práci a podílejí se na scénářích, dekoracích, castingu či režii.
Na televizních pořadech může spolupracovat množství různých producentů, včetně showrunnerů, vedoucích producentů, produkčních, aj.

## Někteří televizní producenti
- J. J. Abrams (Alias, Hranice nemožného, Lovci zločinců, Ztraceni)
- Donald P. Bellisario (Airwolf, JAG, Námořní vyšetřovací služba)
- Rick Berman (Star Trek: Enterprise, Star Trek: Nová generace, Star Trek: Stanice Deep Space Nine, Star Trek: Vesmírná loď Voyager)
- Jerry Bruckheimer (Kriminálka Las Vegas, Kriminálka Miami, Kriminálka New York, Lucifer, Odložené případy)
- Chris Carter (Akta X, Milénium)
- Simon Cowell (The X Factor)
- Russell T Davies (Dobrodružství Sarah Jane, Pán času, Torchwood)
- Marta Kauffman (Grace a Frankie, Přátelé, Veroničiny svůdnosti)
- Chuck Lorre (Dharma a Greg, Dva a půl chlapa, Máma, Teorie velkého třesku)
- Seth MacFarlane (Americký táta, Cleveland show, Griffinovi)
- Shonda Rhimes (Chirurgové, Private Practice, Skandál, Vražedná práva)
- Gene Roddenberry (Star Trek, Star Trek: Nová generace)
- Josh Schwartz (Chuck, O.C., Super drbna)
- Aaron Spelling (Beverly Hills 90210, Čarodějky, Dynastie, Kalifornské léto, Loď lásky, Melrose Place, Sedmé nebe)
- Darren Star (Beverly Hills 90210, Melrose Place, Sex ve městě)
- Joss Whedon (Angel, Buffy, přemožitelka upírů, Dům loutek, Firefly)
- Kevin Williamson (Dawsonův svět, Stoupenci zla, Upíří deníky)
- Dick Wolf (FBI, Chicago Fire, Chicago Justice, Nemocnice Chicago Med, Policie Chicago, Zákon a pořádek, Zákon a pořádek: Útvar pro zvláštní oběti, Zákon a pořádek: Zločinné úmysly)